# Wettonowie

Wettońskie miasta i zasięg osadnictwa

Wettonowie – przedrzymski lud zamieszkujący centralną część półwyspu Iberyjskiego, pomiędzy rzekami Duero i Tag. 
Zasięg osadnictwa wettońskiego wyznaczały głównie rzeka Duero na północy oraz Tag na południu. Zamieszkiwali oni tereny dzisiejszych hiszpańskich regionów Ávila, Cáceres, Salamanka, Segowia, Toledo i Zamora, oraz północnej Portugalii. Na tym obszarze organizowali się w miasta, których Klaudiusz Ptolemeusz w drugiej księdze swojej Geografii podaje 11: Lancia Oppidana, Cottaeobriga, Salmantica, Augustobriga, Ocelum, Capara, Manliana, Laconimurgi, Diobriga, Obila, Lama. Głównym centrum administracyjnym Wettonów w czasach podbojów rzymskich była prawdopodobnie Ulaca (dziś Solosancho).
Wettonowie byli tradycyjnymi sojusznikami sąsiadujących Luzytanów. Wraz z nimi walczyli przeciwko wojskom kartagińskim dowodzonym przez Hannibala oraz Hazdrubala pod koniec II w. p.n.e. Po II wojnie punickiej formalnie podlegali Kartaginie, ale wyzwolili się spod jej panowania w 206 r. Następnie w latach 154–151 znów sprzymierzyli się ze dawnymi sojusznikami podczas powstania Luzytanów przeciwko Rzymowi. Około 134 roku p.n.e. ich tereny zostały włączone do prowincji Hispania Ulterior. Wettonowie nadal jednak sprawiali problemy Rzymowi, zwłaszcza podczas wojen domowych.
W późniejszych latach Wettonowie zostali zromanizowani. Jako doskonali jeźdźcy często dostarczali pomocniczej kawalerii dla rzymskich legionów. Ich obecność została potwierdzona m.in. w Brytanii.